# 1941 (numero)
Millenovecentoquarantuno (1941) è il numero naturale dopo il 1940 e prima del 1942.

## Proprietà matematiche
- È un numero dispari.
- È un numero semiprimo.
- È un numero composto da 4 divisori: 1, 3, 647, 1941. Poiché la somma dei suoi divisori (escluso il numero stesso) è 651 < 1941, è un numero difettivo.
- È un numero nontotiente in quanto dispari e diverso da 1.
- È un numero palindromo e un numero ondulante nel sistema posizionale a base 14 (9C9).
- È un numero di Ulam.
- È un numero fortunato.
- È un numero congruente.
- È un numero intero privo di quadrati.
- È un numero odioso.
- È parte delle terne pitagoriche (1941, 2588, 3235), (1941, 209300, 209309), (1941, 627912, 627915), (1941, 1883740, 1883741).

## Astronomia
- 1941 Wild è un asteroide della fascia principale del sistema solare.

## Astronautica
- Cosmos 1941 è un satellite artificiale russo.